# Fernando Rivera y Moncada
Fernando Javier Rivera i Moncada (c. 1725 - 18 de juliol de 1781), nascut a Mèxic, va ser un soldat de l'Imperi espanyol a la Nova Espanya. Va servir a l'extrema frontera nord-oest de Nova Espanya, a Califòrnia (Las Californias), participant en diverses primeres exploracions terrestres. Fernando Rivera i Moncada va ocupar el càrrec de tercer governador de Califòrnia, entre 1774 i 1777.

## Mèxic
Rivera va néixer a prop de Compostela, Nova Espanya (Mèxic). El seu pare, don Cristóbal de Rivera, era destacat localment i tenia un càrrec local. Rivera va néixer de la segona esposa de Don Cristóbal, Josefa Ramón de Moncada. Rivera tenia un total de 10 germans i germanastres; era novè per ordre de naixement. En el sistema de castes de l'Espanya colonial, la pura sang espanyola de Rivera, però el naixement local, el van convertir en un "criollo", un pas per sota de l'ordre social dels nascuts a Espanya.
Rivera va entrar al servei militar el 1742, servint a Loreto, Baixa Califòrnia, en un moment en què l'assentament colonial d'aquesta península comprenia sobretot missions jesuïtes. El 1751 Rivera va ser elevat per sobre de diversos soldats més vells i de més rang al comandament del presidio (caserna militar). Va participar en missions de reconeixement a zones del nord de la península inexplorades, juntament amb els exploradors jesuïtes missioners Ferdinand Konščak i Wenceslaus Linck.
El 1755, Rivera es va casar amb Doña María Teresa Dávalos; un matrimoni organitzat probablement pels seus pares. La parella va tenir quatre fills; tres nois i una noia. El mandat de Rivera com a comandant militar de la Baixa Califòrnia va tenir èxit en general i va ser molt pensat pels jesuïtes, tot i que es va veure embolicat en conflictes amb ramaders i miners locals els objectius dels quals estaven en conflicte amb els de les missions.
La situació de Rivera va canviar el 1767 quan els jesuïtes van ser expulsats i substituïts a la Baixa Califòrnia pels franciscans. El canvi en el lideratge de la missió va coincidir amb la instal·lació de l'autoritat civil per part de Nova Espanya. La història de l'expulsió dels jesuïtes està relacionada amb les lluites de poder europees de l'època, però va tenir l'efecte de portar a la Baixa Califòrnia tres persones que van configurar la història posterior de la regió: José de Gálvez, nomenat "visitador" (aproximadament equivalent a inspector) -general, una oficina poderosa que reportava directament a la Corona); Gaspar de Portolà, soldat espanyol de família noble, i Juníper Serra, recentment nomenat cap de les missions franciscanes. Portolà, Serra i Fernando de Rivera estaven junts a la remota Baixa Califòrnia en el moment en què el rei Carles III d'Espanya (assessorat per Gálvez), preocupat per la invasió russa i britànica i les reclamacions de la costa del Pacífic espanyol, va ordenar una expedició al nord per establir-se a les zones de la Califòrnia més al nord. Les noves regions del nord explorades es van conèixer com a Alta Califòrnia, per distingir aquestes zones de les antigues o Baixa Califòrnia. Així el 1804 les Califòrnies es van dividir oficialment en "Alta" i "Baja".

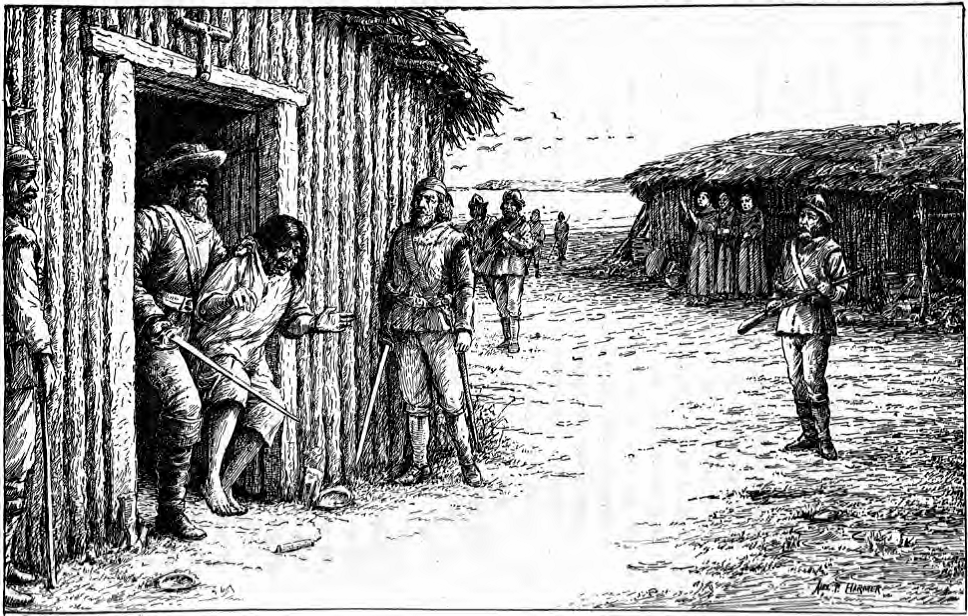
El capità Fernando Rivera y Moncada va entrar en conflicte amb l'Església quan va violar l'asil eclesiàstic a la missió de San Diego de Alcalá. El 26 de març de 1776 va treure per la força un neòfit en desafiament directe als sacerdots. Més tard, el missioner Pedro Font va descriure l'escena: "Rivera va entrar a la capella amb l'espasa estirada ... (amb l'espada desnuda en la mà)". Rivera i Moncada va ser excomunicat sumàriament de l'Església Catòlica Romana per les seves accions.

## Alta Califòrnia, primera expedició terrestre
Tot i el seu conflicte amb els missioners, Rivera va ser escollit per ser el segon al comandament de l'expedició de Portolà, encarregat de proveir tota l'expedició. El 1769, viatjant per davant del líder de l'expedició Gaspar de Portolà, Rivera va dirigir la primera Expedició de Portolà, per terra, que va arribar a San Diego, juntament amb el missioner Joan Crespí Fiol i l'enginyer en construcció de carreteres José Cañizares. Portolà i el president missioner Juníper Serra, van arribar poques setmanes després. L'establiment d'una colònia a San Diego va assolir el primer dels dos objectius principals de l'expedició.
Després que els diversos grups terrestres i marítims es van tornar a reunir a San Diego (on hi havia molt patiment i mort per escorbut, entre les tropes portades per mar), Rivera va continuar cap al nord amb Portolà a la recerca de la badia de Monterey, segon objectiu de l'expedició. Al no reconèixer Monterey quan el van veure per primera vegada, l'expedició va continuar cap al nord i va descobrir la badia de San Francisco abans de tornar a San Diego. Una segona incursió, pocs mesos després, va reconèixer l'error i va establir una colònia a Monterey. Després de viatjar cap al sud per agafar subministraments a San Diego, Rivera es va retirar a la part continental mexicana cap al 1772, però aviat va ser retirat del servei.

### Governador militar de Califòrnia
Serra i els franciscans s'havien barallat amb el segon tinent (militar) governador de Califòrnia, Pere Fages (que va substituir Portolà), i Rivera va assumir el relleu de Fages el 1774. El mateix Rivera aviat va entrar en conflicte amb Serra i els franciscans, i també amb Juan Bautista de Anza, comandant de dues noves expedicions terrestres a l'Alta Califòrnia els anys 1774-75. El conflicte amb Serra es va produir perquè Serra volia fundar el màxim nombre de missions possibles, mentre que Rivera, amb només uns 60 soldats per controlar una franja de terra de 450 milles de llarg, volia esperar reforços. El conflicte amb Anza va sorgir a partir d'insults (involuntaris) per part Rivera, combinats amb el fort ego d'Anza.
Tot i que preferia un lloc més al sud (a la zona del modern Palo Alto), Rivera va accedir al desig de Serra de situar una missió i un presidi a l'extrem nord de la península que acull el modern San Francisco. També es van fundar missions a Santa Clara i San Juan Capistrano sota el govern de Rivera. (La primera ciutat civil de l'Alta Califòrnia, el Pueblo de San José de Guadalupe (moderna San José, Califòrnia), es va fundar poques setmanes després de la sortida de Rivera.)
Abans de l'arribada de l'expedició de De Anza de 1774 Rivera va dirigir expedicions exploradores des de Monterey fins a les zones objectiu. Acompanyat del missioner Francesc Palou, aquest partit es va convertir en els primers europeus a visitar les costes de l'entrada de la badia de San Francisco, més tard batejada com Golden Gate. L'expedició anterior de Portolà va trobar la badia de San Francisco, però, quedant tapada pels turons intermedis, no va descobrir el seu estret canal d'entrada. L'expedició de Fages de 1772 va veure el Golden Gate, però des del costat oposat de la badia, a la rodalia de la moderna Oakland. També en el viatge de 1774, Palóu va anomenar una llarga vall formada (desconeguda pels exploradors) per la falla de terratrèmols més gran de la costa de Califòrnia, just al sud de la moderna San Francisco. El nom de Palou, Cañada de San Andrés, es va convertir posteriorment en "San Andreas" i es va aplicar a la mateixa línia de la Falla de San Andrés.
Quan diverses comunitats índies kumeyaays es van unir per acomiadar la missió a San Diego el 1775, el governador Rivera va tenir la responsabilitat de suprimir la revolta. Com a càstig per la retirada forçada d'un dels rebels d'un edifici temporal de l'església a la missió, Rivera va ser excomunicat per líders dels franciscans de l'Alta Califòrnia, inclosos Juníper Serra, Pedro Font (que s'havia barallat amb Rivera) i Fermín Lasuén. Lasuén havia estat l'únic amic personal de Rivera durant el seu període a l'Alta Califòrnia. Rivera era un home religiosament observador i l'excomunió el va preocupar molt. L'excomunió es va anul·lar posteriorment quan va tornar l'indi rebel a l'església, després es va donar la volta i va sol·licitar formalment que se li lliurés l'indi rebel (cosa que de fet es va produir). Fins i tot durant els fets, hi va haver desacord entre els franciscans sobre si l'excomunió havia estat justificada.

### Deures posteriors a Califòrnia
Després del seu mandat com a governador el 1777 Rivera va ser reassignat com a comandant militar (i vice-governador de Califòrnia) a Loreto. La seva última tasca va ser reclutar colons per al nou poble (assentament secular) de Los Angeles i transportar-los a l'Alta Califòrnia a través de la ruta terrestre des del nord de Mèxic. Tot i que els colons van arribar al sud de Califòrnia amb seguretat, Rivera i molts dels seus soldats van morir juntament amb els missioners locals, inclòs Francisco Garcés, a la Missió San Pedro i San Pablo de Bicuñer al baix riu Colorado durant la revolta de la resistència civil i la revolta del indis quechan el 1781. La revolta de Quechan (Apache) de 1781 a Arizona va ser un fet crític, ja que la victòria índia va aturar el transport terrestre entre el nord de Mèxic i l'Alta Califòrnia durant els següents 50 anys, garantint que Espanya / Mèxic mai no podrien poblar l'Alta Califòrnia amb la suficient quantitat de gent per evitar l'eixam d'immigrants de l'est d'Amèrica del Nord que finalment s'apoderarien de l'Alta Califòrnia en la guerra mexicana-americana del 1846–48.
La família de Rivera va haver d'esperar 19 anys després de la seva mort abans que el govern espanyol els pagués finalment les quantitats substancials que Rivera devia per la retribució. El retard es va deure principalment al fet que la majoria dels registres del que havia avançat Rivera, així com les sumes reals que havia avançat, havien estat destruïdes o capturades pels indis Yuma a la revolta de 1781. Quan finalment es van fer els pagaments, la vídua de Rivera i tres dels seus quatre fills ja havien mort (tot i que també hi havia nets, que havien patit la pobresa durant la provisionalitat).

## La reputació de Rivera
Rivera ha estat sovint vist de manera una mica negativa a la literatura històrica. Se l'acusa d'haver estat poc cooperador amb el pare Serra, massa tímid per fundar noves missions i insuficientment partidari de fundar un assentament a San Francisco. Contra aquestes posicions, cal assenyalar que Rivera només comptava amb un grapat de militars (mai més de 100) a 450 milles de Califòrnia, on vivien desenes de milers de nadius potencialment hostils; i també que es van establir tres missions a les ordres de Rivera, mentre que només es fundaria una missió en els deu anys posteriors a la seva partida. Ningú no ha al·legat mai que Rivera s'autoservis d'alguna manera; és possible que es trobés amb una mica per sobre del cap en intentar gestionar l'assentament de l'Alta Califòrnia, una tasca difícil. Però, malgrat els seus nombrosos èxits, dirigint (i més tard comandant) diverses importants primeres exploracions, escortant a Califòrnia una gran part dels primers colons, gairebé tota la ramaderia civil i mantenint els assentaments a San Diego i Monterey, Rivera és poc -recordat avui excepte pels historiadors de Califòrnia. Sembla un descuit.